# Autoroute 2 (Senegal)
Die Autoroute 2 ist eine der Autobahnen in Senegal. Sie ist mautpflichtig und wird betrieben von der SENAC SA (Société Eiffage de la Nouvelle Autoroute Concédée), einem Unternehmen der Eiffage Sénégal.
Wichtiges Ziel war die Anbindung der Pilgermetropole Touba an die Metropolregion Dakar und den internationalen Flughafen Dakar-Blaise Diagne, die am 20. Dezember 2018 dem Verkehr übergeben werden konnte.
Der Straßenverlauf beginnt am Échangeur A1-A2, einem Autobahndreieck am Flughafen, wo die A2 von der Autoroute 1 abzweigt. Das Ende der A2 liegt an einer Umgehungsstraße am Stadtrand von Mbacké und Touba.